# Mastigando Humanos
Mastigando Humanos é o álbum de estreia do cantor brasileiro de música eletrônica Daniel Peixoto. Foi lançado em abril de 2011, pelo selo Fora do Eixo Discos. A música "Olhos Castanhos" entrou para a trilha sonora da novela Lado a Lado da TV Globo.

## Composição e Gravação
Com o fim da banda Montage, Daniel passou a apresentar-se solo, ainda em 2009, logo após lançar o single "Come to Me". O nome do álbum veio do livro "Mastigando Humanos", do escritor Santiago Nazarian, já que o cantor e o escritor mantinham amizade há algum tempo e a ideia surgiu ainda na época do Montage com a letra da faixa-título feita pelo próprio Nazarian, contudo a banda não chegou a gravá-la; logo, Daniel a usaria mais tarde. A sonoridade do álbum diverge do trabalho feito com o duo de synthpunk, visto o amadurecimento musical do artista, bem como o fato do nascimento do seu filho. O que ele disse à revista Rolling Stone:
"Só falar merda para ser engraçadinho uma hora perde o sentido, ainda mais quando se tem um filho. Fiz tudo o que tinha pra fazer no underground brasileiro e o que não consegui atingir foi por não ser tão pop. O Montage é pop, mas é agressivo. Agora quero ter outro público."

## Faixas
| N.º | Título                                       | Compositor(es)                                               | Duração |  |
| 1.  | "Olhos Castanhos"                            | George M                                                     | 4:02    |  |
| 2.  | "A Fish Alone"                               | Daniel Peixoto                                               | 3:58    |  |
| 3.  | "Flei" (part. Carol Teixeira)                | Peixoto, Elida Braz                                          | 3:16    |  |
| 4.  | "Mastigando Humanos" (part. Barbarella)      | Santiago Nazarian                                            | 3:58    |  |
| 5.  | "Shine" (part. Nayra Costa)                  | Peixoto, Ellen Lima                                          | 4:08    |  |
| 6.  | "Come to Me"                                 | Peixoto, Ellen Lima                                          | 3:32    |  |
| 7.  | "My Love Has Green Lips"                     | Leonilson                                                    | 3:12    |  |
| 8.  | "Praia do Futuro"                            | Peixoto                                                      | 4:50    |  |
| 9.  | "Raio de Fogo" (part. Thalma de Freitas)     | domínio público                                              | 5:26    |  |
| 10. | "Don't Give Up" (part. Xis e Clowie de Wolf) | Peixoto, Marcelo dos Santos (Xis), Cello Zero, Gil Yonezawa, | 4:24    |  |
| 11. | "Eu Só Paro Se Cair"                         | Peixoto                                                      | 4:18    |  |
| 12. | "I Trust My Dealer (Bloodshake Remix)"       | Peixoto                                                      | 4:50    |  |
| 13. | "Come to Me (Disco Killah Remix)"            | Peixoto, Ellen Lima                                          | 5:06    |  |
| 14. | "Desacelerando" (part. Jardim das Horas)     | Laya Lopes                                                   | 4:34    |  |

## Premiações
| Ano  | Resultado | Nomeação           | Categoria                         |
| ---- | --------- | ------------------ | --------------------------------- |
| 2012 | Vencido   | Mastigando Humanos | Melhor Álbum de Música Eletrônica |